# Saison 2015-2016 du Cercle Dijon Bourgogne
Maillots
Actualités
Dernière mise à jour : 8 septembre 2015.
Cet article détaille la saison 2015-2016 du club de handball féminin du Cercle Dijon Bourgogne.

## Transferts[1]
| Nom | Nom                  | Poste          | Provenance/Destination | Provenance/Destination | Durée               |
|     |                      |                | Arrivées               |                        |                     |
|     | Dominika Horňáková   | Pivot          |                        | Iuventa Michalovce     | 1 an                |
|     | Djénéba Sylla        | Ailière gauche |                        | Aulnay Handball (N1)   | Centre de formation |
|     | Marion Lahcène       | Pivot          |                        | Poitiers EC HB (N2)    | Centre de formation |
|     |                      |                | Départs                |                        |                     |
|     | Kellya Zulzmaro      | Pivot          |                        | Le Pouzin HB 07 (N1)   | -                   |
|     |                      |                | Prolongations          |                        |                     |
|     | Noura Ben Slama      | Gardienne      |                        |                        | 2 ans               |
|     | Barbara Moretto      | Arrière droite |                        |                        | 2 ans               |
|     | Anastasiya Pidpalova | Arrière gauche |                        |                        | 1 an                |

## Effectif
Note : Est indiqué comme étant en sélection nationale toute joueuse ayant participé à au moins un match avec une équipe nationale lors de la saison 2015-2016.

## Parcours en championnat de D1

### Saison régulière
| Journée                                     | Date       | Club recevant         | Score   | Club visiteur                 | Classement (sur 10) | Points | Rapport          |
| ------------------------------------------- | ---------- | --------------------- | ------- | ----------------------------- | ------------------- | ------ | ---------------- |
| MATCHS ALLER                                |            |                       |         |                               |                     |        |                  |
| J1                                          | 28.08.2015 | Handball Cercle Nîmes | 30 – 25 | Dijon                         | 8e                  | 1      | Feuille de match |
| J2                                          | 04.09.2015 | Dijon                 | 23 – 28 | OGC Nice Côte d'Azur Handball | 10e                 | 2      | Feuille de match |
| Légende: Victoire Nul Défaite Score du club |            |                       |         |                               |                     |        |                  |